# Alexandre Alphonse
Alexandre Alphonse (* 17. Juni 1982 in Saint-Leu-la-Forêt, Frankreich) ist ein ehemaliger Fußballspieler mit französischer Staatsangehörigkeit und karibischen Wurzeln.

## Verein
Der Stürmer begann seine Karriere in Frankreich und stieß 2005 über FC La Chaux-de-Fonds zunächst für ein Jahr auf Leihbasis zum FC Zürich. Nach einer überzeugenden Saison 2005/06 mit acht Toren in 21 Ligaeinsätzen wurde Alphonse fest verpflichtet. Mit dem FC Zürich wurde er 2006 und 2007 Schweizer Meister. Ab Sommer 2007 hatte er einen festen Stammplatz in der Mannschaft und zeichnete sich als zuverlässiger Torschütze aus. In der Spielzeit 2008/09 kam er auf 13 Saisontore in 30 Spielen. 2012 wechselte er zum französischen Erstligisten Stade Brest, wo er nach unregelmäßigen Einsätzen in seiner ersten Saison im zweiten Jahr als Außenstehender den Abstieg in die zweite Liga miterleben musste.
Nach ein vier Jahren in Brest zog es ihn zurück in den Kanton Genf zum Schweizer Traditionsverein Servette FC, welcher gerade eben wieder in die zweitklassige Challenge League aufgestiegen war. Dort spielte er bis 2019 und beendete dann seine aktive Karriere.

## Nationalmannschaft
Alexandre Alphonse spielte auch viermal für die A-Nationalmannschaft von Guadeloupe. Beim CONCACAF Gold Cup 2009 war er im Kader der Auswahl und schoss das einzige Tor bei der 1:5-Niederlage im Viertelfinale gegen Costa Rica.

## Erfolge
- Schweizer Meister: 2006, 2007, 2009